# Puente Pedro Ivo Campos

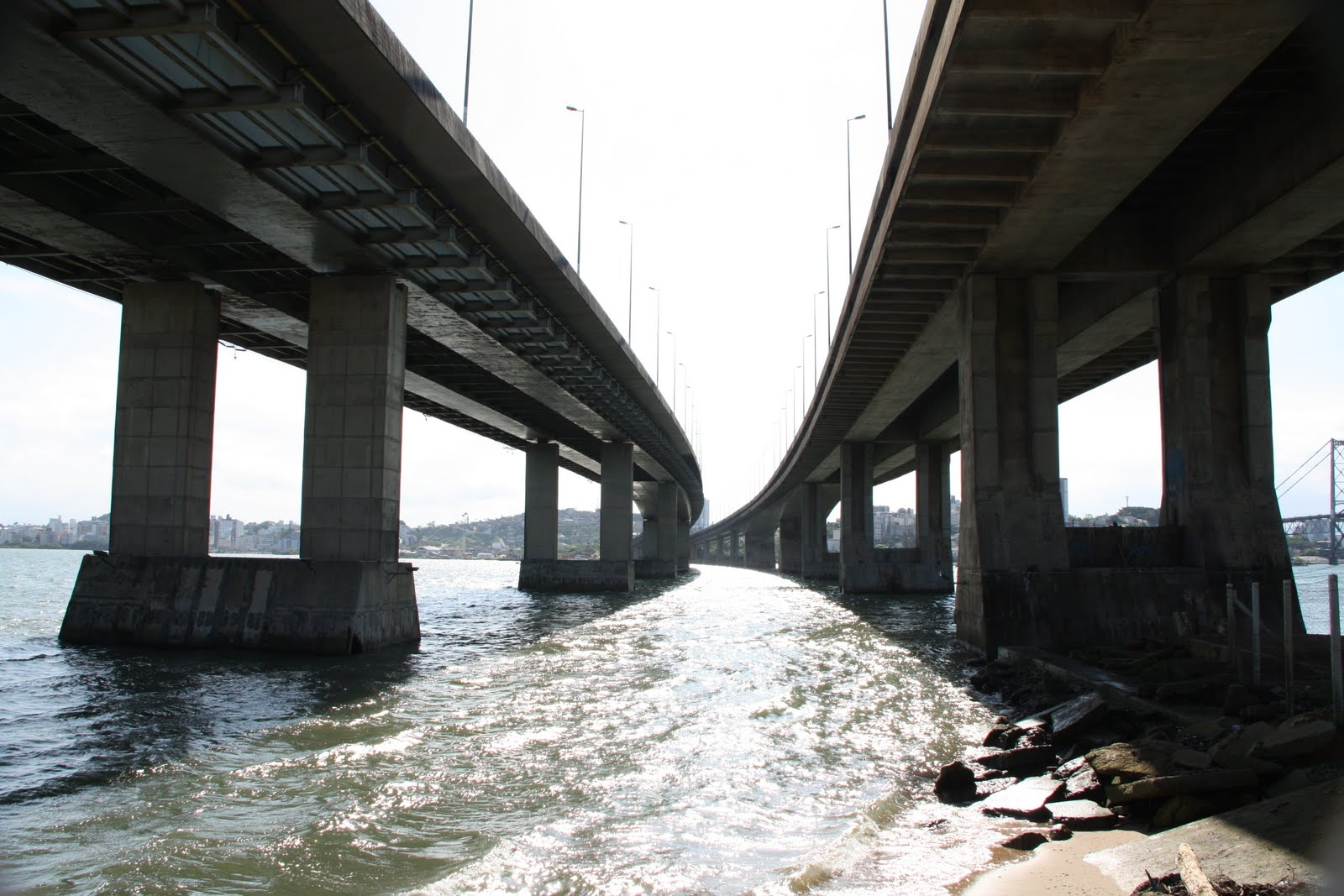
Vista del puente Pedro Ivo Campos (a la izquierda).

El puente Pedro Ivo Campos (en portugués Ponte Pedro Ivo Campos) es un puente ubicado en la ciudad brasileña de Florianópolis, capital del Estado de Santa Catarina. Es uno de los tres puentes del complejo que conecta las dos partes de Florianópolis —la Isla de Santa Catarina y la parte continental— y el último en ser construido. 
Es un puente con estructura de hierro, pero con un diseño igual al de su predecesor de concreto, el Puente Colombo Salles. Su nombre homenajea al gobernador Pedro Ivo Campos, fallecido en funciones el 27 de febrero de 1990, antes de la inauguración del puente.